# Babil

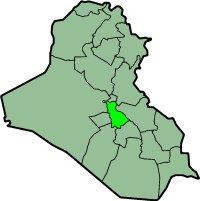
Provinsen Babils läge i Irak.

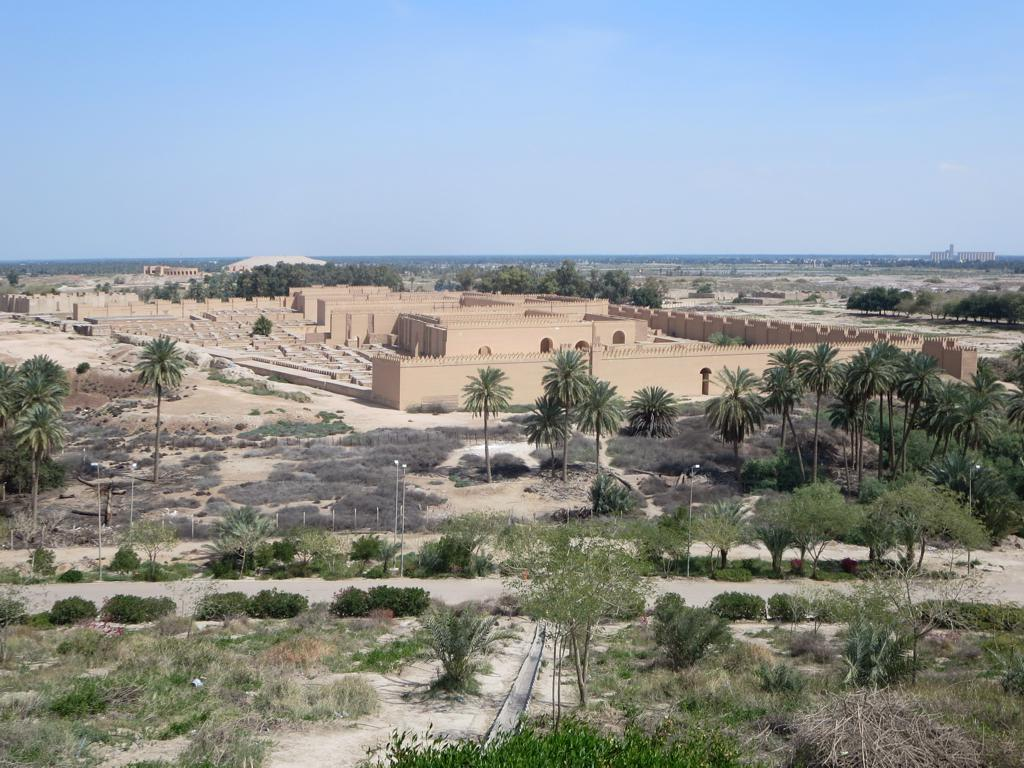
Vy över Nebukadnessar II:s återuppbyggda palats i Babylon, 2016.

Babil (eller Babylon, arabiska بابل) är en provins i centrala Irak, och är belägen strax söder om Bagdad mellan floderna Eufrat och Tigris. Provinsen hade en uppskattad folkmängd på 1 729 666 invånare 2009, på en yta av 5 119 km². Den administrativa huvudorten är al-Hilla.
Ruinerna efter staden Babylon finns i provinsen.

## Administrativ indelning
Provinsen är indelad i fyra distrikt:
- al-Hashimiya
- al-Hilla
- al-Mahawil
- al-Musayab